# Jung-gu (Busan)
Jung-gu (koreanisch 중구) ist einer der 16 Stadtteile von Busan und hat 43.844 Einwohner (Stand: 2019). Es handelt sich dabei um einen der südlichen Bezirke der Stadt. Der flächenmäßig kleinste gu Busans grenzt im Nordosten an den Dong-gu und im Westen an den Seo-gu. Zudem liegt der Inselbezirk Yeongdo-gu direkt vor der Küste des Jung-gu.
Der Name bedeutet wörtlich übersetzt Zentralbezirk.

## Bezirke

Verwaltungseinheiten des Jung-gu

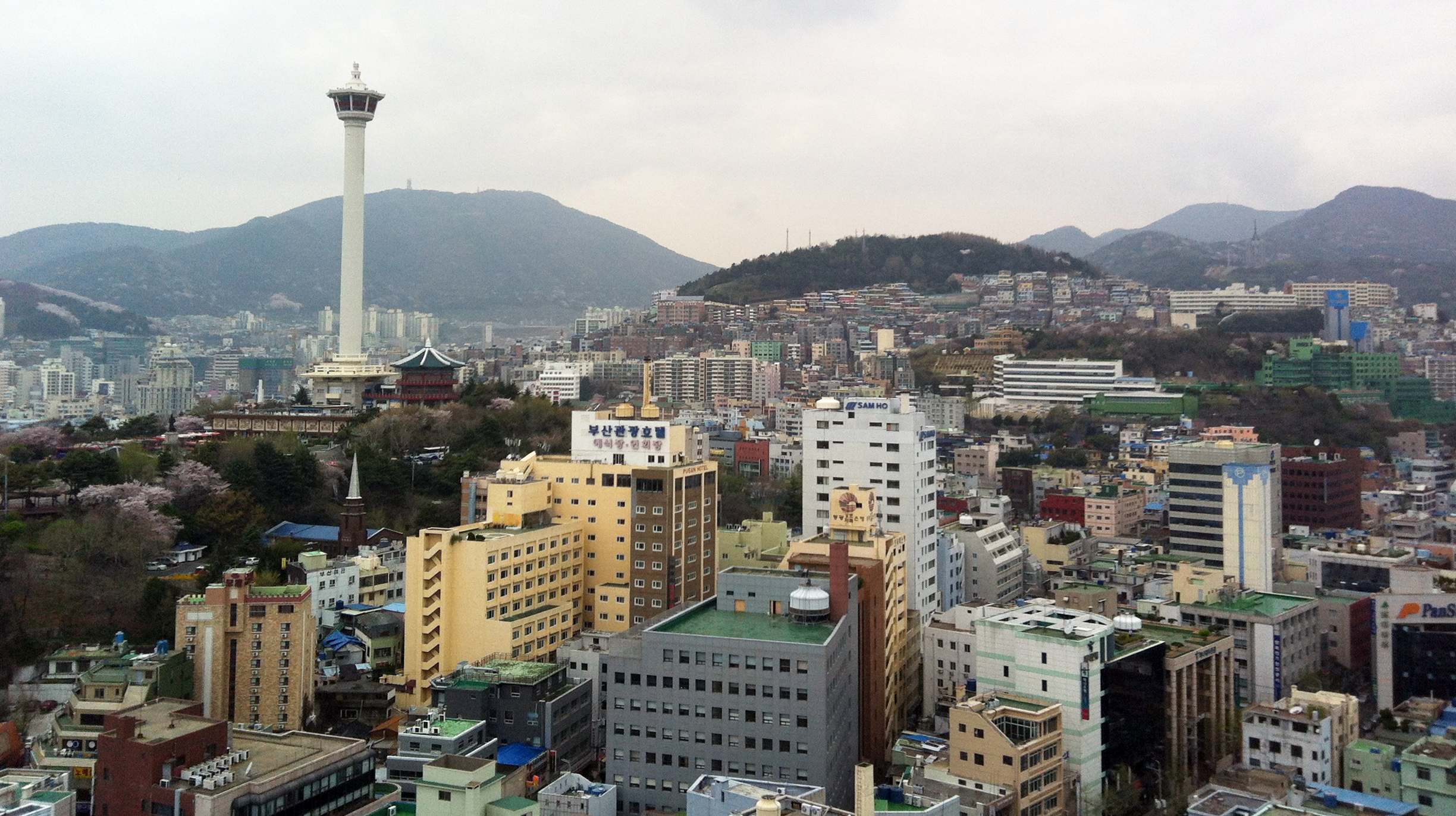
Blick über Jung-gu mit Busan-Tower links im Bild

Jung-gu besteht aus acht dong (Teilbezirke), wobei der nördlich gelegene Yeongju-gu in zwei eigene dong unterteilt ist. Somit verfügt der Bezirk insgesamt über neun dong.
- Jungang-dong
- Donggwang-dong
- Daecheong-dong
- Bosu-dong
- Bupyong-dong
- Gwangbok-dong
- Nampo-dong
- Yeongju-dong (2 administrative dong)

## Besonderheiten
Das Busan Christmas Tree Festival wird jährlich im Jung-gu abgehalten.